# Jacob Jones (Schiff, 1916)
Die Jacob Jones, auch USS Jacob Jones (Kennung: DD-61), war ein Zerstörer der Tucker-Klasse der United States Navy während des Ersten Weltkrieges. Das Schiff war nach dem Marineoffizier Jacob Jones (1768–1850) benannt und die erste Einheit in der amerikanischen Marine dieses Namens.

## Geschichte

### Bau
Die spätere Jacob Jones wurde 1913 bestellt und am 3. August 1914 bei der New York Shipbuilding in Camden im US-Bundesstaat New Jersey auf Kiel gelegt. Der Stapellauf erfolgte am 29. Mai 1915, mit Schiffstaufe durch Mrs. Jerome Parker Crittenden (geborene Paulina Cazenove Jones) eine Urenkelin des Namensgebers und Indienststellung am 10. Februar 1916 unter dem Kommando von Lieutenant Commander William S. Pye.

### Einsatzgeschichte
Nach ihrer Indienststellung begann der Zerstörer unverzüglich mit Ausbildungsfahrten vor der Küste von New England und lief dann in den Philadelphia Navy Yard für Reparaturarbeiten ein. Nach dem Kriegseintritt der USA am 1. April 1917 patrouillierte die Jacob Jones  zunächst vor der Küste von Virginia, bis sie am 7. Mai 1917 von Boston aus in die europäischen Gewässer entsandt, und am 17. Mai in ihrem Stützpunkt Queenstown (Ireland) eintraf. Von hier unternahm der Zerstörer Patrouillen- und Geleitschutzfahrten in der Irischen See. Im Zuge dieser Aufgaben rettete die Jacob Jones am 8. Juli 1917 44 Überlebende des von einem deutschen U-Boot torpedierten Dampfschiffes Valetta. Zwei Wochen später geleitete der Zerstörer das britische Handelsschiff Dafila als er das Periskop eines U-Bootes sichtete. Bevor er jedoch einen Angriff auf das deutsche U 45 fahren konnte, hatte dieses bereits den Frachter torpediert, der zu sinken begann. Die Jacob Jones brach daraufhin den Angriff ab und rettete 26 Mann der 54-köpfigen Besatzung.
Am 19. Oktober 1917 geleitete in diesem Gebiet der britische Hilfskreuzer Orama und zehn Zerstörer (einschließlich der Jacob Jones) einen Konvoi von 20 Handelsschiffen ostwärts, als das deutsche U-Boot U 62 mitten im Verband auftauchte und seinen letzten Torpedo auf den Hilfskreuzer abfeuerte. Während das Schwesterschiff der Jacob Jones, die Conyngham die Verfolgung von U 62 mit Wasserbomben aufnahm, gelang es der Jacob Jones über 300 Schiffbrüchige der sinkenden Orama zu retten.

### Versenkung
Anfang Dezember 1917 geleitete die Jacob Jones mit fünf anderen Zerstörern einen Konvoi nach Brest, von wo aus sie am 6. Dezember 1917 allein die Rückreise antrat. Sie fuhr einen Zickzackkurs, als sie gegen 16:20 Uhr von dem deutschen U-Boot U 53 unter Kapitänleutnant Hans Rose entdeckt und auf eine Entfernung von 2700 m sofort torpediert wurde. Die Ausgucksposten konnten zwar den Torpedo in einer Entfernung von ca. 800 m an Steuerbord ausmachen, das sofort eingeleitete „Hart-Backbord“-Rudermanöver war jedoch erfolglos. Der Torpedo traf den Zerstörer Mittschiffs in einen Treibölbunker. Obwohl das Öl nicht in Brand geriet, begann die Jacob Jones unverzüglich über das Heck zu sinken. Der Kapitän, Commander David W. Bagley, gab den Befehl zum Verlassen des Schiffes, da sich scharfe Wasserbomben auf dem Deck befanden, die jederzeit explodieren konnten. Als das Heck so weit eingetaucht war, dass der Bug nahezu senkrecht in der Luft stand, detonierten die Wasserbomben und töteten mehrere Besatzungsmitglieder, die es nicht geschafft hatten sich vom Schiffskörper zu entfernen. Da mit dem Torpedotreffer auch die elektrische Energie ausgefallen war, konnte das Schiff keinen Notruf absetzen. Das deutsche U-Boot funkte, nachdem es zwei schwerverwundete amerikanische Matrosen an Bord genommen und dieses erkannt hatte, die Versenkungsposition an die US-Marinebasis in Queenstown um die Rettung der Überlebenden zu ermöglichen. Die USS Jacob Jones sank nur acht Minuten nach dem Torpedotreffer südlich der Scilly-Inseln, zwei Offiziere und 64 Matrosen kamen hierbei ums Leben. Der überlebende I. Offizier des Zerstörers, Norman Scott, wurde während des Zweiten Weltkriegs zum Admiral befördert und fiel in einem Gefecht mit japanischen Schiffen im November 1942 bei Guadalcanal.
Die Jacob Jones war der erste Zerstörer der US-amerikanischen Marine, der durch Feindeinwirkung verlorenging. 2022 wurde der Zerstörer etwa 64 Kilometer vor der Küste der Scilly-Inseln an der Südwestspitze Englands in 110 Metern Tiefe entdeckt (Lage).

## Wissenswertes
- Nach dem Lieutenant Junior Grade, Stanton F. Kalk, der sich bei der Rettung seiner Kameraden hervorgetan hatte und dem posthum die Distinguished Service Medal verliehen wurde, wurden zwei Zerstörer der US Navy benannt. (USS Kalk (DD-170) und USS Kalk (DD-611))
- Obwohl die Jacob Jones nur sechseinhalb Monate im Einsatz war, war es das Schiff, das bezogen auf die gesamten Zeit des Ersten Weltkrieges, die meisten Schiffbrüchigen gerettet hatte.